# Mercy Otis Warren

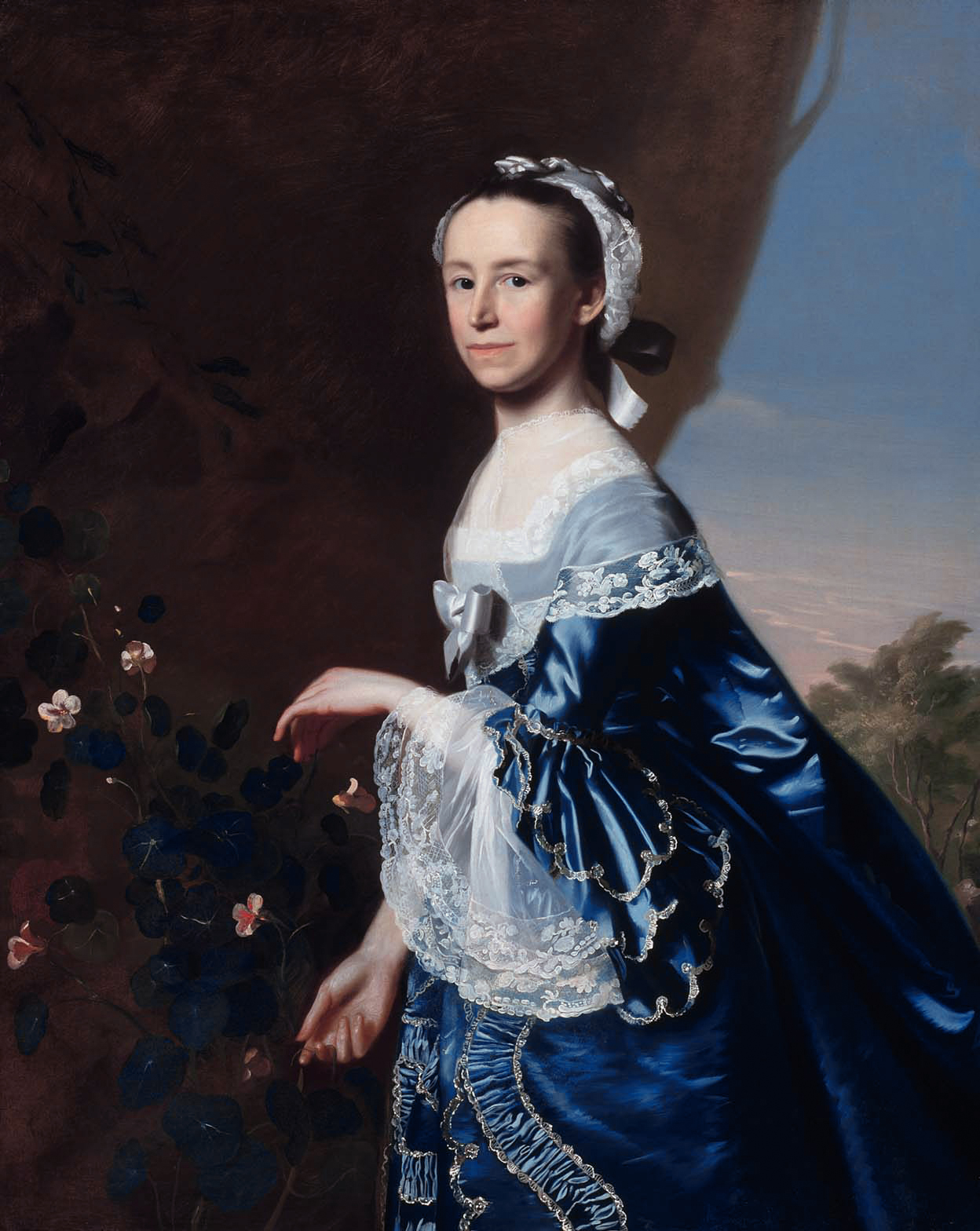
Mercy Otis Warren, ca. 1763, Ölgemälde von John Singleton Copley

Mercy Otis Warren (* 14. September 1728 in Barnstable, Massachusetts; † 19. Oktober 1814 in Plymouth, Massachusetts) war eine US-amerikanische Schriftstellerin und Historikerin. Während  der amerikanischen Revolution betätigte sie sich  politisch auf Seiten der Revolutionäre. Otis Warren war eine der ersten amerikanischen Frauen, die Texte mit der Absicht zur Publikation verfassten.

## Leben

### Kindheit und Jugend

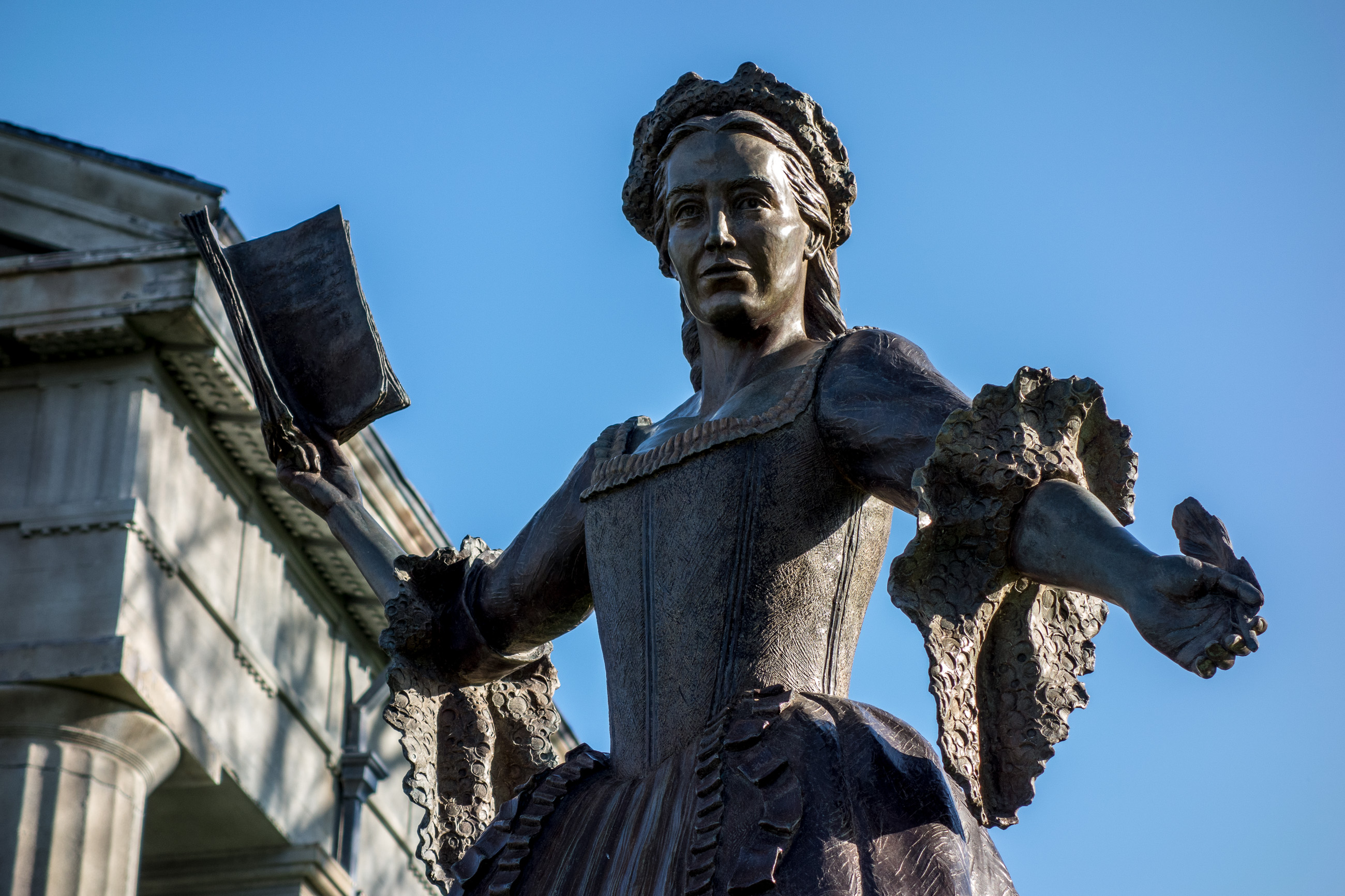
Mercy Otis Warren, Statue vor dem Bezirksgericht in Barnstable, Massachusetts

Mercy Otis wurde 1728 als drittes von 13 Kindern von Mary Allyne Otis und Colonel James Otis Sr. geboren. Zu ihren Geschwistern gehörten die Politiker Samuel Allyne Otis und James Otis Jr. Vorfahren der Familie hatten sich bereits um 1630 oder 1640 in Cape Cod, einem Teil der Plymouth Colony in Massachusetts, niedergelassen und gehörten damit zu den frühesten Siedlern in der englischen Kolonie. Ihre Bildung und das Interesse für Geschichte und Literatur erhielt Otis hauptsächlich durch die Bibliothek der Pfarre ihres Heimatortes mit Hilfe ihres Onkels, dem ortsansässigen Pfarrer. Für ihr historisches Interesse sollen besonders die Werke von Sir Walter Raleigh ausschlaggebend gewesen sein.

### Politisches Engagement
Durch ihren Bruder James lernte Mercy Otis James Warren kennen und heiratete diesen 1754. James Warren stammte aus einer bedeutenden Familie der Plymouth Colony ab, seine Vorfahren waren auf der Mayflower nach Neuengland gekommen. Das Ehepaar hielt guten Kontakt zu militärisch und politisch wichtigen Personen, die in der Revolution auf Seiten der Unabhängigkeitsbewegung tätig waren. So wurde das gemeinsame Haus der Warrens, das Windsor Mansion in Plymouth, zu einem Treffpunkt für spätere Revolutionäre. Unter den Freunden und Bekannten des Ehepaars sind besonders John und Abigail Adams, der zweite Präsident der Vereinigten Staaten und seine Ehefrau, hervorzuheben.
Durch diese Verbindungen, die politischen Karrieren von James Warren und die Unterstützung ihrer Familie wurde auch Mercy Otis Warren in den Jahren vor der Revolution politisch aktiv. Trotz der Einschränkungen, die sie als Frau erfuhr, konnte sie sich durch die Veröffentlichung  propagandistischer Texte politisch betätigen. Besonders mit satirischen Theaterstücken, in denen der englische Gouverneur oder andere Vertreter der Krone verunglimpft wurden, half sie so, die politische Diskussion anzuheizen.
Nach dem gewonnenen Krieg litt die politische Karriere des Ehepaars Warren. Durch ihre anti-föderalistische Einstellung stellten sie sich gegen einen Großteil ihrer Freunde und Bekannten.  1805 veröffentlichte Mercy Otis Warren ihre History of the Rise, Progress, and Termination of the American Revolution, eine Geschichte zur Revolution, ihrer Vorgeschichte und den Folgen. Darin stellte sie sich klar gegen die junge Verfassung der Vereinigten Staaten. Bereits 1787, als das Dokument der Washington State Convention zur Ratifizierung vorgelegt wurde, drückte Otis Warren ihre Meinung aus, die Verfassung würde den amerikanischen Bürgern keine Freiheit, sondern nur eine neue Form der Unterdrückung bringen. Außerdem ignorierte sie im Buch die Rolle, die John Adams als Diplomat in der Unterstützungsgewinnung von Frankreich und den Niederlanden gespielt hatte. Die Freundschaft zwischen den Ehepaaren Warren und Adams, die in den Jahrzehnten davor schon unter politischen Meinungsverschiedenheiten gelitten hatte, endete mit dieser Auseinandersetzung.

### Literarisches und historisches Werk
Bereits seit 1759 schrieb Mercy Otis Warren Gedichte und veröffentlichte sie anonym in Zeitungen. In den Jahren der Revolution wurden ihre Werke zunehmend politischer. 1772 veröffentlichte sie das Theaterstück The Adulateur in der Zeitung Massachusetts Spy, in dem sie satirisch die angebliche Inkompetenz des Gouverneurs Thomas Hutchinson verarbeitete. Ein Jahr später erschien The Defeat, das erneut Hutchinson porträtierte. Genauso wie das Theaterstück The Group, ein Seitenhieb an die Partei der Tories in der Kolonie, wurden die Werke anonym veröffentlicht.
Als 1787 die amerikanische Verfassung vorgelegt wurde, drückte Otis Warren ihre Abneigung dagegen aus. 1788 schrieb sie Observations on the New Constitution, and on the Federal and State Conventions, by a Columbian Patriot, eine Arbeit über die Fehler der Verfassung und die Gefahren der Föderalisierung der Kolonien. Die erste Ausgabe veröffentlichte Elbridge Gerry, der in den Jahren danach fälschlich auch als Verfasser vermutet wurde. Weil das Ehepaar Warren durch ihre starke anti-föderalistische Einstellung immer mehr abseits vom politischen Geschehen standen, markiert Observations das vorerst letzte politische Werk Otis Warrens.
Nach dem Rückzug aus der Politik konzentrierte sich die Schriftstellerin auf die Arbeit an scheinbar unpolitischen Werken. 1790 veröffentlichte sie Poems, Dramatic and Miscellaneous, eine Sammlung von 18 Gedichten und zwei Theaterstücken. Während immer noch politische Untertöne durchschienen, war das Werk eher dem literarischen Kanon der Zeit angepasst. Außerdem war es das erste von Otis Warrens Werken, das unter ihrem eigenen Namen erschien.
Das bekannteste ihrer Werke, History of the Rise, Progress, and Termination of the American Revolution, veröffentlichte sie 1805. In drei Bänden erschien eine Mischung aus Biografie, Geschichte und politischer Beobachtung, die viele Aspekte ihrer bisherigen Arbeit verband. Dabei sprach sich Otis Warren gegen die Institution der Sklaverei aus, die sich ihrer Ansicht nach nicht mit den Prinzipien des jungen Landes vereinbaren ließ. Während sie sich im Buch auf die wichtigsten Personen der Revolution beschränkte, drückte sie auch ihre Kritik an ebendiesen aus und brachte damit ihre einzigartige Perspektive als Teil der Revolution zum Ausdruck.
Mercy Otis Warren verstarb am 19. Oktober 1814 im Alter von 86 Jahren in Plymouth.

## Rezeption
Das Werk History of the Rise, Progress, and Termination of the American Revolution war nicht nur der erste unter ihrem Namen veröffentlichte politische Text, sondern auch die erste von einer Frau verfasste Geschichte der amerikanischen Revolution. Außerdem enthalten dieser Text und Observations on the New Constitution die ersten bekannten Kritiken an der amerikanischen Verfassung.
Ein Großteil der von Otis Warren verfassten Theaterstücke wurden aufgrund ihrer schwachen und dramaturgisch wenig ausgereiften Handlungsverläufe meist als Propagandamittel rezipiert.

## Bibliografie
- The Adulateur: A Tragedy, as it is Now Acted in Upper Servia, 1773
- The Defeat, 1773
- The Group, 1775
- The Blockheads, 1776
- The Motley Assembly, 1779
- Observations on the New Constitution, and on the Federal and State Conventions, by a Columbian Patriot, Boston 1788
- Poems, Dramatic and Miscellaneous., Boston 1790
- History of the Rise, Progress, and Termination of the American Revolution, Vol.1-3. Applewood Books. Massachusetts 1805
- Plays and Poems of Mercy Otis Warren: Facsimile Reproductions Compiled and with an Introduction by Benjamin Franklin V., Delmar, N.Y.: Scholars’ Facsimiles and Reprints, New York 1980
- Mercy Otis Warren Letters: Mikrofilm-Sammlung mit Korrespondenzen von 1709 bis 1814, unter: http://www.masshist.org/collection-guides/view/fa0235